# Chrysis pulcherrima
Chrysis pulcherrima  (лат.) — вид ос-блестянок рода Chrysis из подсемейства Chrysidinae.

## Распространение
Западная Палеарктика: южная Европа.

## Описание
Клептопаразиты ос: Cerceris rubida (Crabronidae).
Посещают цветы Apiaceae. Период лёта: июнь — август. В Европе обычно встречаются в песчаных неповреждённых биотопах.
Длина — 6—8 мм. Сходен с видом Chrysis viridula, но отличается окраской (голова и грудь частично красные) и укороченными щетинками голеней.
Ярко-окрашенные металлически блестящие осы. Мезоскутум зеленовато-синий. Тело узкое, вытянутое.